# Erste-Person-Perspektive
Die Erste-Person-Perspektive ist ein Konzept der Philosophie, das in der Erkenntnistheorie und der Ethik diskutiert wird. Zur Debatte steht, ob ein handelndes bzw. ein Erkenntnissubjekt einen besonderen Zugang zu den Vorgängen des Denkens, den Motiven seines Handelns bzw. zum moralischen Wert seiner eigenen Handlungen besitzt. Dabei wird entweder ein Privileg der „Ersten Person“, des Ich, behauptet oder die Möglichkeit ausschließlich privater Erfahrungen (die nur mir und keinem anderen zugänglich sind) geleugnet.

## Erkenntnistheorie
Verschiedene bewusstseinstheoretische Modelle der Erkenntnis weisen der Erste-Person-Perspektive eine entscheidende Rolle zu. Im Unterschied zu naturalistischen oder naturwissenschaftlichen Betrachtungsweisen, etwa der von Quine, die „von außen“ aus einer Dritte-Person-Perspektive vorgehen, postuliert ein diesen (auch Ich- oder Teilnehmerperspektive genannten) Blickwinkel verfolgendes Modell besondere Selbstwahrnehmungen, auf dem Erkenntnisse und Überlegungen, aber auch Absichten und Entscheidungen beruhen.
Eine besondere Perspektive der ersten Person geht insbesondere davon aus, dass Wahrnehmungen in ihrer Eigenart und Qualität als Erlebnisse (Qualia) nicht auf öffentliche Erfahrungen, die auch der Dritte-Person-Perspektive zugänglich sind, reduziert werden können.
Dem Privatsprachenargument von Ludwig Wittgenstein zufolge kann es von solchen Erfahrungen aber kein Wissen geben, da es für das Denken keine Möglichkeit gibt, sich unmittelbar auf diese Erfahrungen zu beziehen. Ein solcher Bezug sollte vielmehr Vergleichbarkeit bzw. Einbindung in einen sprachpragmatischen Kontext voraussetzen, den nur eine Sprachgemeinschaft fixieren kann. Manche Kritiker behaupten, dass eine Verständigung mit anderen Personen erfordert, die eigenen Selbstwahrnehmungen sprachlich zum Ausdruck bzw. zur Darstellung zu bringen, um sich austauschen zu können. Daher sei ein unaufhebbarer Selbstbezug in der Perspektive der Ersten Person in Abgrenzung zur Umwelt dem Denken und der Sprache vorausgesetzt. Jede Bezugnahme auf Orte, Ereignisse oder Personen in der jeweiligen Umwelt impliziere eine Selbstorientierung von dem momentan eingenommenen Standpunkt aus.

## Ethik
Innerhalb der Ethik spielt die Frage nach der Erste-Person-Perspektive bei der Beurteilung von Handlungen bzw. ihrer moralischen Bewertung eine Rolle. Gegenüber einem objektivistischen Standpunkt kann die Frage nach der Handlungsabsicht nur aus der Perspektive der ersten Person beantwortet werden. Insbesondere deontologische Ansätze ethischer Argumentation halten die Absicht für entscheidend für die Bewertung einer Handlung. In verschiedenen nonkognitivistischen Ansätzen (Adam Smith) ist für die Bewertung einer Handlung entscheidend, die Perspektive der Betroffenen einzunehmen oder den Standpunkt eines unbeteiligten (interessenlosen) Dritten. Dabei wird vorausgesetzt, dass Beurteilende eine Erste-Person-Perspektive besitzen, in der sie die Betroffenheit unmittelbar erfahren, dass es ihnen aber möglich ist, durch Einbildung die Situation von Betroffenen bzw. Nichtbetroffenen nachzuempfinden.